# 阿瑟·贝里
阿瑟·贝里（英語：Arthur Berry，1888年1月3日—1953年3月15日），英国男子足球运动员，司职前锋。他曾代表英国国家队参加1908年和1912年夏季奥林匹克运动会足球比赛，获得二枚金牌。